# Henry Smart
Henry Smart (Londres, 26 d'octubre de 1813 - 6 de juliol de 1879) fou organista, compositor i professor de cant anglès. Era nebot del també compositor George Thomas Smart.
Fou organista de moltes esglésies de Londres, entre elles la Capella Reial, càrrec del que fou substituït per George Cooper. I l'última fou la de Sant Pancraç. També exercí durant uns anys com a mestre de cant, tenint entre les seves alumnes a Elisa Masson.
Entre les seves composicions hi figuren l'òpera Bertha (1855); les cantates: The Bride of Dunkerron (1864), King Rene's Daughter, The Fisher Maidens i Jacob; així com antífones, melodies vocals, peces per a orgue, trios, cors per a veus de dona, etc.